# Coștangalia
Coștangalia è un comune della Moldavia situato nel distretto di Cantemir di 1.070 abitanti al censimento del 2004